# Deutsches Feuerwehr-Museum
Das Deutsche Feuerwehr-Museum (DFM) in Fulda-Neuenberg zeigt auf 1600 m² Ausstellungsfläche die Geschichte des deutschen Feuerlöschwesens. Träger ist das Deutsche Feuerwehr-Museum Fulda e. V. Das Museum wird jährlich von durchschnittlich 25.000 Personen besucht.

## Geschichte und Beschreibung

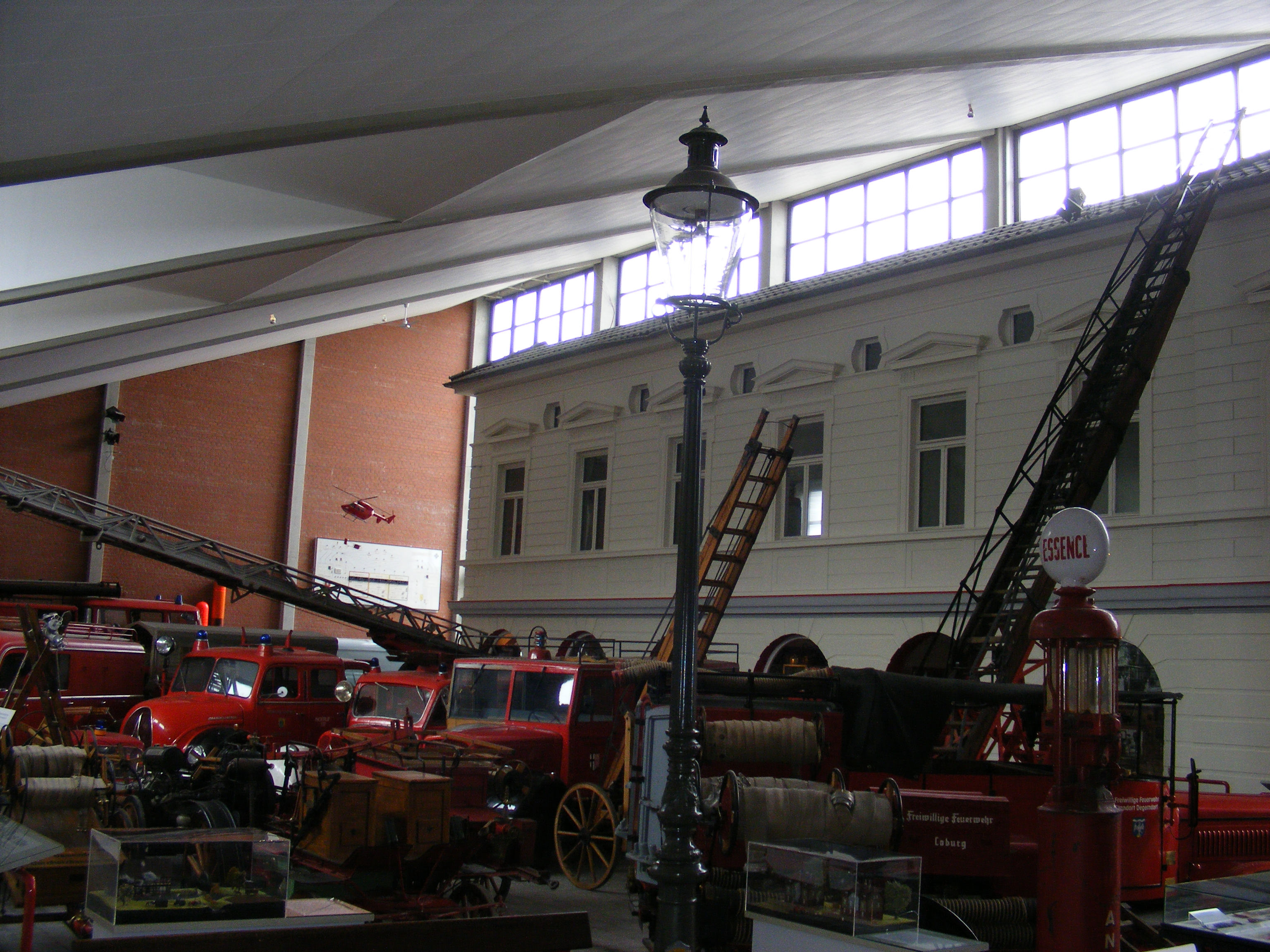
Halle II

Das Deutsche Feuerwehr-Museum im hessischen Fulda hat seinen Ursprung in der Gründung des Vereins Deutsches Feuerwehr-Museum Fulda e. V. am 9. Juni 1963. Im Jahr 1988 erfolgte unter Geschäftsführung des Hauptbrandmeisters Reinhard Voßmeier der Umzug an den heutigen Standort, wo auf 1.600 m² Ausstellungsfläche die Geschichte des Feuerwehrlöschwesens vom Mittelalter bis in die heutige Zeit präsentiert wird. Gezeigt werden unter anderem Löschgeräte wie Ledereimer, Kastenspritzen, Pumpen, Drehleitern und Feuerwehrfahrzeuge, letztere von Magirus, Magirus-Deutz, Hanomag-Henschel, MAN und Mercedes-Benz. Die Großgeräte sind in Gruben aufgebaut, die von erhöhten „Bürgersteigen“ umschlossen sind. Aufgrund dieser Darstellungsweise wird auch Kindern und Rollstuhlfahrern ermöglicht, alles gut sehen zu können.
Das Museum zeigt die Geschichte des Feuers, der Brandbekämpfung und des Brandschutzes nicht nur als ein Gebiet der Technikgeschichte, sondern auch als Teil der Kultur- und Sozialgeschichte. In Halle I befinden sich Exponate und ähnliches zur Geschichte des Feuers unter besonderer Berücksichtigung der Brandbekämpfung und des Brandschutzes hauptsächlich aus der Zeit vom 16. bis zum 19. Jahrhundert. Die Halle II ist der Zeit seit dem 20. Jahrhundert gewidmet. Vor dem Museumseingang liegt ein kleiner Garten mit ausgewählten Pflanzen, die einen Bezug zum Thema Feuer haben.
Touristische Unterrichtungstafeln auf der Bundesautobahn 7 weisen auf das Feuerwehrmuseum hin.
Partnermuseen sind das Steirische Feuerwehrmuseum in Groß Sankt Florian, das Oberösterreichische Feuerwehrmuseum in St. Florian und die Vorarlberger Museumswelt in Frastanz. Dieses Museumsquartett zeichnet für die gemeinsame Entwicklung von FIAS (Feuerwehrhistorisches Inventarisierungs- und Archivierungs-System) verantwortlich.

## Exponate (Auswahl)

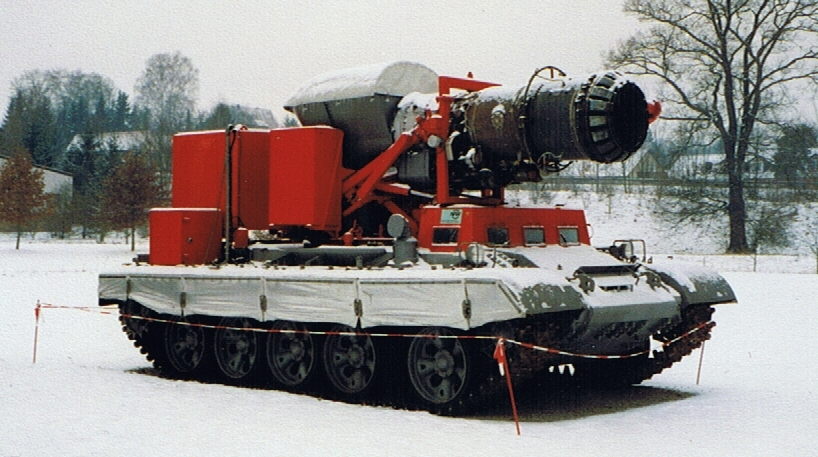
Abgaslöschfahrzeug „Hurricane“ auf Fahrgestell eines russischen Kampfpanzers

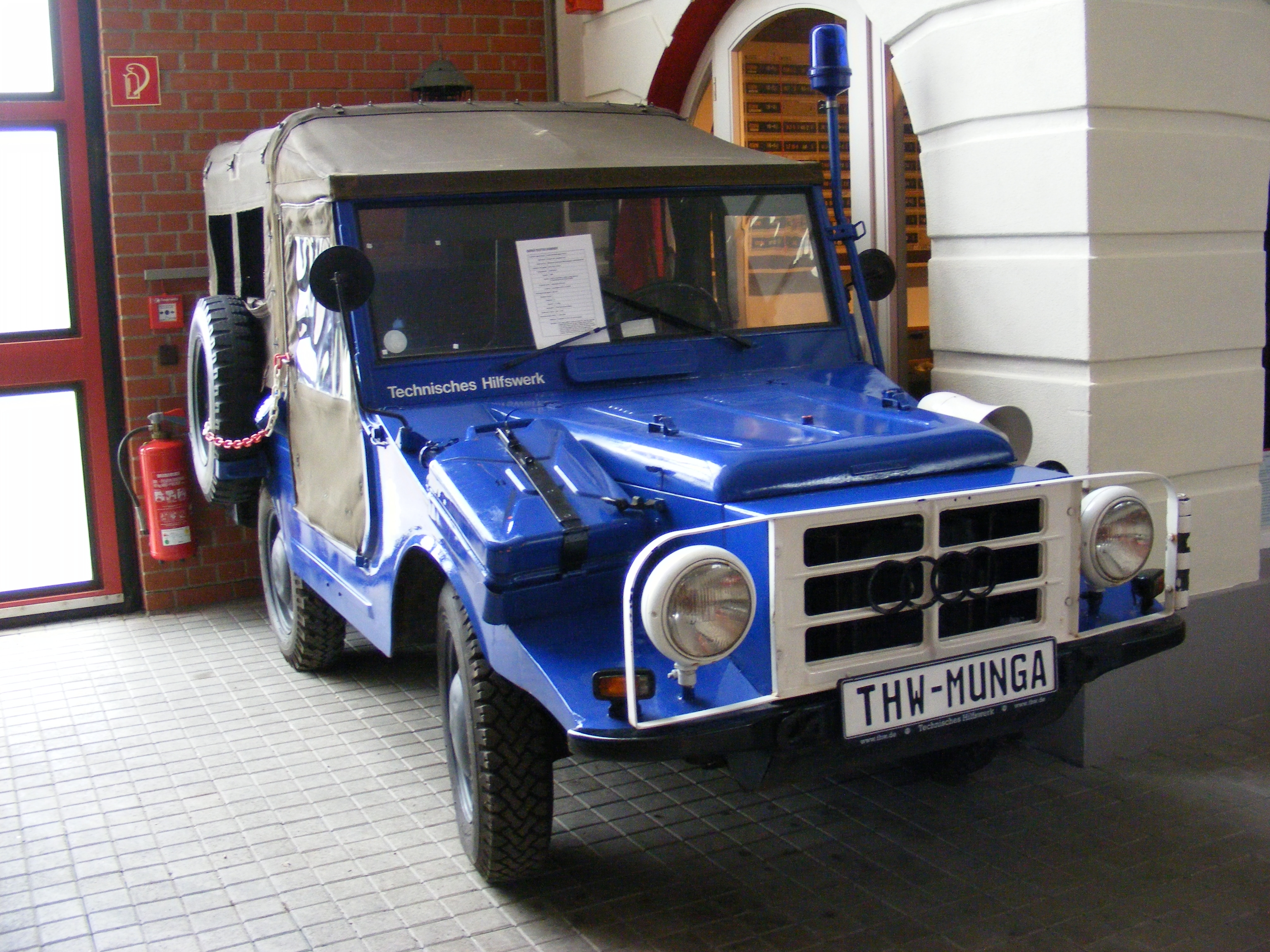
DKW Munga des THW

- Die älteste erhaltene fahrbare Handdruckspritze der Welt aus dem Jahr 1624
- Verzierte Handdruckspritzen aus dem Barock und Klassizismus
- Die älteste bekannte pferdegezogene Drehleiter aus dem Jahr 1808
- Eine funktionsfähige Dampfspritze aus dem Jahr 1903
- Die erste elektroautomobile Drehleiter der Welt aus dem Jahr 1903
- Frühe Autospritzen aus den 1920er Jahren
- Zahlreiche Feuerwehrfahrzeuge aus der zweiten Hälfte des 20. Jahrhunderts
- DKW Munga des Technischen Hilfswerks